# 2022年の道路
2022年の道路（2022ねんのどうろ）とは、2022年（令和4年）に起こった道路関係の出来事をまとめたページである。
2021年の道路 - 2022年の道路 - 2023年の道路

## 1月
- 14日
  - （開通）  兵庫県道75号小野藍本線 天神バイパス 兵庫県加東市天神 - 長貞 (0.7 km)[1]
- 20日
  - （開通）  国道252号 本名バイパス 福島県大沼郡金山町大字越川 - 大字本名 (2.6 km)[2][3]
- 21日
  - （架替）  国道452号 桂沢ダム関連 桂沢大橋（新橋） 北海道三笠市桂沢国有林404林班ハ小班 - 桂沢国有林302林班ほ小班 (0.76 km)[4]
- 24日
  - （IC供用）  国道8号 今町地区交通安全対策事業 津幡バイパス 今町IC（津幡町方面出口上り）[5]

## 2月
- 3日
  - （開通）  国道152号 栗田〜四日市場バイパス 長野県伊那市高遠町長藤 (1.3 km)[6]
- 5日
  - （開通）  国道281号 下川井工区 岩手県久慈市山形町川井 (1.16 km)[7]
  - （開通）  高知県道12号安田東洋線 明神口トンネル 高知県安芸郡安田町小川 - 船倉 (0.8 km)[8]
- 22日
  - （開通）  茨城県道235号下入野水戸線 茨城県水戸市元吉田町 - 酒門町 (0.8 km)[9]
- 26日
  - （開通）  福島県道44号棚倉矢吹線 川原田工区 福島県西白河郡中島村大字川原田 (1.1 km)[10][11]
- 27日
  - （TB廃止）  阪神高速5号湾岸線 中島本線料金所[12]

## 3月
- 4日
  - （開通）  奈良県道255号寺前千股線 中増〜千股工区 奈良県吉野郡大淀町中増 - 吉野町千股 (0.676 km)[13]
  - （拡幅）  国道42号 冷水拡幅 和歌山県海南市冷水 - 藤白 (0.7 km) (2車線→4車線)[14]
- 5日
  - （立体化）  滋賀県道20号愛知川彦根線 滋賀県彦根市野良田町 - 彦富町 (0.985 km)[15]
  - （開通）  国道439号 落合工区 徳島県三好市東祖谷栗枝渡 - 東祖谷京上 (0.227 km)[16]
- 6日
  - （開通）  国道294号 白河バイパス 福島県白河市 (1.2 km)[17]
  - （開通）  国道329号 与那原バイパス 沖縄県島尻郡与那原町与那原 - 南風原町与那覇 (2.2 km)[18]
- 11日
  - （開通）  富山県道121号新富山口停車場線 富山県富山市下冨居 - 鍋田 (0.61 km)[19]
- 12日
  - （開通）  羽田連絡道路（多摩川スカイブリッジ） 東京都大田区羽田空港二丁目 - 神奈川県川崎市川崎区殿町三丁目 (0.8 km)[20]
  - （開通）  京都府道75号浜丹後線 宮バイパス 京都府京丹後市丹後町宮 (1.06 km)[21]
  - （開通）  京都府道656号間人大宮線 大門橋 京都府京丹後市丹後町成願寺 (0.72 km)[21]
  - （開通）  播磨自動車道 播磨新宮IC - 宍粟JCT (11.5 km)[22]
  - （架替）  国道56号 肱川橋（新橋）[23]
  - （開通）  宮崎県道・大分県道122号古江丸市尾線 葛原トンネル 大分県佐伯市 (0.86 km)[24]
  - （開通）  国道10号 都城志布志道路 都城道路 乙房IC - 横市IC (3.0 km)[25]
- 13日
  - （開通）  福岡県道506号船越前原線バイパス (1.28 km)[26]
- 14日
  - （開通）  富山県道205号練合宮尾線 富山県富山市打出 - つばめ野 (0.56 km)[27]
- 16日
  - （拡幅）  国道4号 鏡石拡幅 福島県岩瀬郡鏡石町久来石 - 中央 (2.2 km) (2車線→4車線)[28]
  - （災害通行止め）  福島県沖地震により東北地方の多くの道路が一時通行止めになる[29]。
- 17日
  - （拡幅）  長崎自動車道 長崎芒塚IC - 長崎IC (3.0 km) (2車線→4車線)[30]
- 18日
  - （開通）  国道453号 蟠渓道路 北海道有珠郡壮瞥町蟠渓 (0.7 km)[31]
  - （拡幅）  国道38号 釧路新道 北海道釧路市大楽毛127番314 - 音羽1番255 (1.4 km) (2車線→4車線)[32]
  - （開通）  国道114号 山木屋1工区 泡吹地トンネル 福島県伊達郡川俣町小綱木 (0.4 km)[33]
  - （通行止め解除）  上記の福島県沖地震による高速道路の通行止めがすべて解除[34]。
- 19日
  - （開通）  国道17号 三国防災 新三国トンネル 群馬県利根郡みなかみ町永井 - 新潟県南魚沼郡湯沢町大字三国 (1.7 km)[35]
  - （開通）  鳥取県道196号杣小屋曳田線 曳田バイパス 鳥取県鳥取市河原町天神原 - 河原町曳田 (1.52 km)[36]
  - （立体化）  国道375号 東広島呉自動車道 阿賀IC (0.9 km)[37]
- 20日
  - （開通）  栃木県道166号西田井二宮線 石島工区 栃木県真岡市鹿 - 石島 (1.6 km)[38]
  - （開通）  神奈川県道611号大山板戸線 大山バイパス 神奈川県伊勢原市子易 - 三ノ宮 (1.4 km)[39]
  - （開通）  長野県道35号長野真田線 松代バイパス 長野インター南交差点 - 松代高校付近 (2.878 km)[40]
  - （開通）  国道42号 田辺西バイパス 和歌山県田辺市芳養町清地路 - 大屋 (1.6 km)[41]
  - （開通）  愛媛県道338号岩城弓削線 上島架橋 岩城橋工区 愛媛県越智郡上島町岩城 - 生名 (2.0 km)[42]
- 21日
  - （無料開放）  本町山中有料道路 全線 (2.6 km)[43][44]
  - （開通）  徳島南部自動車道 徳島沖洲IC - 徳島JCT (4.7 km)[45]
  - （開通）  香川県道21号丸亀詫間豊浜線 多度津西工区 香川県仲多度郡多度津町西白方 - 見立 (2.4 km)[46]
- 24日
  - （開通）  宮城県道240号石巻女川線（供用は国道398号として[47]） 浦宿橋 宮城県牡鹿郡女川町浦宿浜 (1.08 km)[48]
  - （開通）  都市計画道路門脇流留線 門脇工区（路線名は宮城県道240号石巻女川線として[49]） 宮城県石巻市 (3.4 km)[50]
  - （開通）  福島県道14号いわき石川線 才鉢工区 福島県いわき市田人町 (3.18 km)[51]
  - （開通）  新潟県道370号滝谷三和線 上条改良 新潟県長岡市上条町 - 宮内町 (0.54 km)[52]
  - （開通）  都市計画道路環状3号線 神奈川県横浜市戸塚区戸塚町 (1.0 km)[53]
- 26日
  - （開通）  国道228号 函館江差自動車道 茂辺地木古内道路 北斗茂辺地IC - 木古内IC (16.0 km)[54]
  - （開通）  国道400号 下塩原バイパス 栃木県那須塩原市塩原 - 関谷 (2.0 km)[55]
  - （開通）  国道6号 牛久土浦バイパス 茨城県牛久市遠山町 - 城中町 (1.3 km)[56]
  - （IC供用）  伊勢湾岸自動車道 刈谷スマートIC[57]
  - （開通）  佐賀県道344号伊万里有田線 山谷牧工区 佐賀県西松浦郡有田町二ノ瀬 - 大木宿 (1.7 km)[58][59][60]
  - （開通）  長崎県道24号厳原豆酘美津島線 尾浦〜安神工区 尾浦トンネル 長崎県対馬市厳原町尾浦 - 厳原町安神 (0.5 km)[61]
- 27日
  - （開通）  鹿児島県道79号名瀬瀬戸内線 根瀬部国直工区 宮古崎トンネル (2.9 km)[62]
  - （拡幅）  国道58号 浦添拡幅 沖縄県浦添市城間 - 那覇市安謝 (2.9 km) (6車線→8車線)[63]
- 28日
  - （開通）  北海道道37号鷹栖東神楽線 旭川十勝道路 旭川東神楽道路 北海道旭川市 - 上川郡東神楽町 (5.5 km)[64]
  - （開通）  福島県道391号広野小高線 棚塩工区 福島県双葉郡浪江町大字棚塩 (1.7 km)[65]
  - （拡幅）  国道21号 可児御嵩バイパス 岐阜県可児郡御嵩町 (0.6 km) (2車線→4車線)[66]
- 30日
  - （拡幅）  国道400号 三島工区 栃木県那須塩原市西三島 (0.62 km) (2車線→4車線)[67]
  - （開通）  栃木県道44号栃木二宮線 大宮工区 栃木県栃木市今泉町 - 大宮町 (1.3 km)[68]
  - （開通）  兵庫県道15号神戸三田線 有馬口トンネル 兵庫県神戸市北区有野町唐櫃 (1.06 km)[69]

## 4月
- 1日
  - （無料開放）  新和田トンネル有料道路 全線 (14.8 km)[70][71]
  - （IC供用）  指宿スカイライン 山田IC（指宿方面出入口）[72]
- 5日
  - （開通）  兵庫県道23号三木宍粟線 高木末広バイパス 兵庫県三木市別所町高木 (0.34 km)[73]
- 10日
  - （立体化）  国道2号 岡山バイパス[注 1] 大樋橋西交差点（下り） 岡山県岡山市南区古新田 - 大福[74]
  - （開通）  国道202号 春吉橋 新橋（福岡県福岡市）[75][76]
- 12日
  - （開通）  香川県道44号円座香南線 高松空港連絡道路 香南工区 香川県高松市香南町池内 (1.2 km)[77]
- 16日
  - （開通）  新東名高速道路 伊勢原大山IC - 新秦野IC (12.8 km)[78]
  - （開通）  国道246号 秦野IC関連 (0.75 km)[79]
- 17日
  - （開通）  岡山市道藤田浦安南町線 岡山環状道路 岡山県岡山市南区藤田 - 浦安南町 (1.6 km)[80]
- 23日
  - （開通）  国道20号 大月バイパス 山梨県大月市大月二丁目 - 大月町花咲 (1.5 km)[81]
- 24日
  - （IC供用）  東北自動車道 蓮田スマートIC（宇都宮方面出口）[82]
- 27日
  - （開通）  茨城県道174号小泉水戸線バイパス 茨城県水戸市下大野町 - 東大野 (2.4 km)[83]
  - （PA供用）  阪神高速4号湾岸線 泉大津大型専用PA[84]
- 29日
  - （開通）  国道153号 伊那バイパス 長野県伊那市野底 - 福島 (1.4 km)[85]

## 5月
- 11日
  - （拡幅）  国道408号 宇都宮高根沢バイパス 栃木県宇都宮市板戸町 - 塩谷郡高根沢町宝積寺 (2.7 km) (2車線→4車線)[86]
- 17日
  - （開通）  都市計画道路砂津長浜線 福岡県北九州市小倉北区砂津一丁目 - 長浜町 (0.54 km)[87]
- 21日
  - （開通）  国道251号 島原道路 諫早外環状線 長野IC - 栗面IC (2.7 km)[88]
- 26日
  - （開通）  東京都市計画道路幹線街路環状第4号線（河田町） 東京都新宿区余丁町 - 河田町 (0.33 km)[89]
- 28日
  - （PA供用）  知多半島道路 大府PA（下り線）[90]
- 29日
  - （開通）  広域農道奥三河線（奥三河2期地区） 愛知県豊田市小田木町 - 北設楽郡設楽町西納庫 (14.1 km)[91]
- 30日
  - （開通）  岡山県道32号新見勝山線バイパス 岡山県真庭市月田本 (1.7 km)[92]

## 6月
- 1日
  - （長期通行止め）  阪神高速14号松原線 喜連瓜破出入口 - 三宅JCT (2.5 km) （喜連瓜破付近の橋梁架替え工事のため、2025年（令和7年）3月末までの予定）[93]
  - （長期間閉鎖）  阪神高速14号松原線 平野入口（喜連瓜破付近の橋梁架替え工事のため、2025年（令和7年）3月末までの予定）[94]
- 4日
  - （開通）  国道427号 豊部バイパス 兵庫県多可郡多可町加美区豊部 (1.7 km)[95]
- 15日
  - （開通）  国道238号 浜猿防災 北海道枝幸郡浜頓別町字豊牛 - 字浜頓別 (4.3 km)[96]
- 17日
  - （開通）  新潟県道14号新発田津川線 五十公野バイパス 新潟県新発田市六日町 - 丑首 (2.25 km)[97]
- 28日
  - （開通）  岡山県道60号倉敷笠岡線 玉島工区 岡山県倉敷市玉島道口 - 浅口市金光町下竹 (1.1 km)[98]

## 7月
- 13日
  - （拡幅）  国道368号 上野名張バイパス 三重県伊賀市上之庄 - 山出 (1.1 km) (2車線→4車線)[99]
- 16日
  - （開通）  国道288号 野上小塚工区 3工区 福島県双葉郡大熊町野上 (1.3 km)[100]
  - （立体化）  国道119号 茨城西部・宇都宮広域連絡道路 宇都宮環状北道路 上戸祭立体 (1.2 km)[101]
- 17日
  - （開通）  徳島県道12号鳴門池田線 共進〜新町工区 東工区 徳島県阿波市阿波町西林 - 美馬市脇町拝原 (1.8 km)[102]
- 18日
  - （開通）  静岡県道24号富士裾野線 今宮バイパス 静岡県富士市一色 (0.3 km)[103]
- 24日
  - （IC供用）  東富士五湖道路 富士吉田忍野スマートIC[104]
- 26日
  - （開通）  国道170号 上川バイパス 大阪府和泉市福瀬町 - 岡町 (0.16 km)[105]

## 8月
- 1日
  - （開通）  国道101号 竹生バイパス 秋田県能代市竹生 (1.0 km)[106]
- 7日
  - （IC供用）  松江自動車道 雲南加茂スマートIC[107]
- 8日
  - （開通）  茨城県道251号守谷藤代線バイパス 茨城県取手市下高井 (0.44 km)[108]
- 9日
  - （開通）  国道360号 種蔵・打保バイパス 塩屋トンネル 岐阜県飛騨市宮川町塩屋 - 宮川町打保 (1.5 km)[109]
  - （開通）  福井県道・京都府道1号小浜綾部線 大町バイパス 京都府綾部市五津合 - 八津合町 (0.7 km)[110]
- 11日
  - （架替・開通）  国道195号 大栃工区 大栃橋（新橋） 高知県香美市物部町大栃 (0.519 km)[111]
- 22日
  - （開通）  国道349号 大綱木1工区バイパス 福島県伊達郡川俣町大綱木 (2.06 km)[112]
- 24日
  - （拡幅）  国道477号バイパス 三重県四日市市曽井町 - 尾平町 (0.8 km) (2車線→4車線)[113]
- 28日
  - （開通）  伊万里港臨港道路七ツ島線 佐賀県伊万里市黒川町 (0.977 km)[114]

## 9月
- 9日
  - （架替）  国道48号 湯渡戸橋架替 宮城県仙台市青葉区作並湯ノ原[115]
- 17日
  - （開通）  国道399号 十文字工区 福島県いわき市小川町上小川字茱萸平 - 小川町上小川字上戸渡 (6.2 km)[116]
- 19日
  - （IC供用）  北関東自動車道 出流原スマートIC[117]
- 20日
  - （開通）  栃木県道62号今市氏家線 風見工区 Ⅱ期工区 栃木県塩谷郡塩谷町風見 - 風見山田 (2.0 km)[118]
- 22日
  - （架替）  国道9号 若宮橋架替 京都府亀岡市大井町並河鎌又 - 大井町並河熊田 (0.1 km)[119]
- 23日
  - （開通）  国道349号 梁川バイパス 福島県伊達市梁川町山城舘 - 梁川町八幡 (1.32 km)[120]
- 25日
  - （開通）  栃木県道4号宇都宮鹿沼線 千渡東工区 栃木県鹿沼市千渡 (1.1 km)[121]
- 28日
  - （開通）  国道288号 船引バイパス 2工区 福島県田村市船引町船引 (0.9 km)[122]
  - （開通）  栃木県道156号石末真岡線 上高根沢工区 栃木県塩谷郡高根沢町上高根沢 (1.4 km)[123]
- 30日
  - （開通）  国道349号 小田川2工区 福島県東白川郡矢祭町宝坂 (1.43 km)[124]

## 10月
- 1日
  - （無料開放）  鬼怒川有料道路（シルクウェイ） 全線 (1.7 km)[125]
  - （無料開放）  法恩寺山有料道路 全線 (6.6 km)[126]
  - （無料開放）  三方五湖有料道路（三方五湖レインボーライン） 全線 (11.2 km)[126]
- 7日
  - （開通）  国道292号 猿橋改良 1工区 新潟県妙高市大字東関 - 大字楡島 (0.6 km)[127]
- 12日
  - （規制緩和）  東北自動車道 岩槻IC - 佐野藤岡IC (約41 km) の最高速度を120 km/hに引き上げ[128]。
  - （開通）  熊本県道46号荒尾長洲線 野原バイパス 熊本県荒尾市樺 - 野原 (1.5 km)[129]
- 22日
  - （開通）  福井県道268号福井森田丸岡線 新九頭竜橋 福井県福井市寺前町 - 上野本町 (1.6 km)[130][131][132]
  - （拡幅）  福井県道268号福井森田丸岡線 福井県福井市上野本町 - 栗森町 (0.6 km)  (2車線→4車線)[130][131]
- 23日
  - （開通）  和歌山県道29号田辺龍神線 田辺市上秋津工区 和歌山県田辺市上秋津 (0.44 km)[133]
- 26日
  - （開通）  国道107号 大沢バイパス 秋田県横手市雄物川町大沢 (1.7 km)[134]
- 27日
  - （開通）  東京都市計画道路補助線街路第26号線（三宿） 東京都世田谷区三宿二丁目 - 池尻四丁目 (0.44 km)[135]
  - （拡幅）  国道9号 中野町・姫原地区事故対策 出雲バイパス 島根県出雲市中野町 - 姫原 (1.3 km)  (2車線→4車線)[136]
- 28日
  - （開通）  宮城県道41号女川牡鹿線 飯子浜復興道路事業 宮城県牡鹿郡女川町飯子浜 (0.88 km)[137]
- 29日
  - （開通）  東北中央自動車道 東根北IC - 村山本飯田IC (8.9 km)[138]
  - （開通）  国道178号 木津道路 京都府京丹後市網野町木津 - 久美浜町平田 (2.0 km)[139]
- 30日
  - （拡幅）  国道2号 相生有年道路 兵庫県相生市若狭野町八洞 - 若狭野町若狭野 (1.5 km)  (2車線→4車線)[140]
- 31日
  - （開通）  国道335号 標津防災 北海道標津郡標津町字崎無異 (3.8 km)[141]
  - （架替）  新潟県道45号佐渡一周線 岩谷口橋（新橋） 新潟県佐渡市岩谷口 (0.25 km)[142]

## 11月
- 2日
  - （IC供用）  国道7号 新潟バイパス[注 2] 南紫竹IC（新発田方面入口）[143]
- 9日
  - （拡幅）  東京都市計画道路幹線街路環状第3号線（薬王寺） 東京都新宿区市谷薬王寺町 - 市谷柳町 (0.4 km) (2車線→4車線)[144]
- 11日
  - （架替）  兵庫県道276号檜倉山東線 木戸岩橋（新橋） 兵庫県朝来市山東町与布土[145]
- 12日
  - （拡幅）  東海北陸自動車道 南砺スマートIC - 小矢部砺波JCT (3.4 km) (2車線→4車線)[146]
  - （開通）  国道208号 有明海沿岸道路 大川佐賀道路 大野島IC - 諸富IC (1.7 km)[147]
- 13日
  - （開通）  国道304号 荒木高宮バイパス 富山県南砺市荒木 - 吉江野 (1.7 km)[148][149]
  - （開通）  石川県道142号荒木田原町線 南加賀道路 石川県加賀市熊坂町 - 細坪町 (1.0 km)[150]
- 19日
  - （開通）  宮城県道15号古川登米線 大貫道路改良事業 宮城県大崎市田尻大貫 (0.88 km)[151]
  - （開通）  山形県道27号大江西川線 貫見バイパス 山形県西村山郡大江町沢口 (0.32 km)[152]
  - （開通）  新山梨環状道路 西下条ランプ - 落合西IC (1.6 km)[153]
  - （開通）  石川県道201号蚊爪森本停車場線・金沢市道大浦千木町線 金沢外環状道路 海側幹線 IV期 石川県金沢市大河端町 - 福久町 (3.2 km)[154][155]
- 20日
  - （開通）  国道13号 東北中央自動車道 泉田道路 新庄鮭川IC - 新庄真室川IC (8.2 km)[156]
- 25日
  - （開通）  秋田県道70号鳥海矢島線 中直根工区 秋田県由利本荘市鳥海町中直根 - 鳥海町下直根 (1.5 km)[157]
- 26日
  - （開通）  国道312号 野中バイパス 京都府京丹後市久美浜町佐野 - 久美浜町野中 (1.2 km)[158]
- 27日
  - （開通）  国道45号 上北自動車道 天間林道路 七戸IC - 七戸北IC (8.3 km)[159]
  - （開通）  秋田県道317号西目屋二ツ井線 荷上場バイパス 秋田県能代市二ツ井町荷上場 (2.14 km)[160]
  - （開通）  国道118号 鳳坂工区 福島県岩瀬郡天栄村大字牧之内 - 大字羽鳥 (3.4 km)[161]
  - （開通）  国道8号 柏崎バイパス 新潟県柏崎市城東 - 鯨波 (3.6 km)[162]
- 30日
  - （拡幅）  国道118号 那珂大宮バイパス 茨城県那珂市中里 - 瓜連 (1.5 km) (2車線→4車線)[163]
  - （開通）  国道125号 大谷バイパス 茨城県稲敷市佐倉 - 稲敷郡美浦村大谷 (1.1 km)[164]
  - （架替）  長野県道68号梓山海ノ口線 男橋（新橋） 長野県南佐久郡川上村御所平[165]
  - （拡幅）  国道10号 東九州自動車道 隼人道路 隼人西IC - 加治木IC (3.6 km) (2車線→4車線)[166]

## 12月
- 3日
  - （開通）  福島県道391号広野小高線 井出工区・波倉工区 福島県双葉郡楢葉町大字井出 - 波倉 (2.7 km)[167]
  - （架替・開通）  国道17号 本庄道路 神流川橋 埼玉県児玉郡上里町勅使河原 - 群馬県高崎市新町 (1.4 km)[168]
  - （開通）  東京都市計画道路幹線街路環状第5の1号線（千駄ヶ谷） 東京都渋谷区千駄ヶ谷五丁目 - 新宿区内藤町 (0.8 km)[169]
- 4日
  - （開通）  国道49号 水原バイパス 新潟県阿賀野市百津 - 下黒瀬 (5.4 km)[170]
  - （開通）  国道370号 美里4工区 国吉毛原トンネル 和歌山県海草郡紀美野町中 - 毛原下 (1.4 km)[171]
- 6日
  - （開通）  長野県道414号中野飯山線 柳沢バイパス 長野県中野市赤岩 - 柳沢 (0.6 km)[172]
  - （開通）  国道314号 東城バイパス 2工区1期 広島県庄原市東城町川西 - 東城町東城 (0.4 km)[173][174]
- 7日
  - （開通）  国道291号 西泉田バイパス 新潟県南魚沼市西泉田 (0.44 km)[175]
- 10日
  - （復旧）  国道144号 鳴岩橋 群馬県吾妻郡嬬恋村大字大笹[176]
  - （開通）  国道403号 三条北バイパス 新潟県加茂市大字下条 - 三条市下保内 (1.56 km)[177]
- 14日
  - （開通）  国道239号 霧立防災 北海道苫前郡苫前町字霧立 (0.6 km)[178]
- 15日
  - （拡幅）  仙台南部道路 今泉IC - 長町IC (2.5 km) (2車線→4車線)[179]
  - （規制緩和）  仙台南部道路 仙台若林JCT - 長町IC (3.7 km) の最高速度を80 km/hに引き上げ[179]。
- 16日
  - （開通）  国道144号 湯ノ平橋工区 長野県上田市真田町長 (0.43 km)[180]
- 17日
  - （開通）  徳島県道139号船戸切幡上板線 土成工区 徳島県阿波市土成町土成 (0.4 km)[181]
- 18日
  - （開通）  東京都市計画道路幹線街路環状第2号線 東京都中央区築地五丁目 - 港区新橋四丁目 (1.4 km)[182]
  - （開通）  国道300号 中之倉バイパス 1期工区 山梨県南巨摩郡身延町中ノ倉 (1.8 km)[183][184][185]
  - （開通）  愛知県道284号宮上知立線バイパス 愛知県豊田市中田町 - 刈谷市一里山町 (2.0 km)[186]
- 20日
  - （開通）  茨城県道・栃木県道29号常陸太田那須烏山線バイパス 茨城県常陸大宮市下檜沢 (0.4 km)[187]
- 22日
  - （開通）  宮城県道2号石巻鮎川線 給分浜復興道路事業 宮城県石巻市大原浜 - 給分浜 (2.0 km)[188]
- 23日
  - （開通）  福島県道36号小野富岡線[注 3] 西ノ内工区 西ノ内地区西側 福島県双葉郡川内村下川内 (1.1 km)[189]
- 24日
  - （拡幅）  国道289号 田島バイパス 福島県南会津郡南会津町田島 - 丹藤 (2車線→4車線)[190]
  - （開通）  国道289号 田島バイパス（鎌倉崎工区） 福島県南会津郡南会津町[190]
- 26日
  - （開通）  国道114号 山木屋1工区 関場トンネル 福島県伊達郡川俣町小綱木 (0.243 km)[191]
  - （拡幅）  国道147号 高家バイパス 長野県松本市大字島内 (0.58 km) (2車線→4車線)[192]
- 27日
  - （開通）  国道294号 江花バイパス 福島県須賀川市江花 - 勢至堂 (1.08 km)[193]
- 28日
  - （開通）  国道398号 雄勝復興道路事業 宮城県石巻市雄勝町雄勝 (1.5 km)[194]